# Jeschurun (Zeitschrift, 1901–1904)
Jeschurun war eine deutschsprachige jüdische Wochenzeitschrift, die von 1901 bis 1904 in Pleschen (poln. Pleszew) und später in Posen (poln. Poznań) im deutschen Kaiserreich erschienen ist. Herausgeber und Redaktion vertraten einen "traditionellen Standpunkt", der den Chassidismus in Schutz nahm, lehnten jedoch Polemiken entschieden ab. Neben Texten zur religiösen Lehre, wofür populärwissenschaftliche Beiträge von Gelehrten eingeworben wurden, bot Jeschurun regionale sowie internationale Nachrichten zum Judentum und jüdischen Gemeinden sowie ein Feuilleton. Ebenso wie andere zeitgenössische jüdische Blätter thematisierte auch diese Zeitschrift antisemitische Vorfälle, die von der Redaktion besonders ausgiebig kommentiert und reflektiert wurden.